# Robinieae
Robinieae je tribus (seskupení) podčeledi Faboideae čeledi bobovité vyšších dvouděložných rostlin. Zahrnuje asi 70 druhů v 11 rodech, rozšířených výhradně v Americe. Jsou to dřeviny i byliny se zpeřenými listy a motýlovitými květy v hroznovitých květenstvích. V České republice je pěstován trnovník akát a řidčeji i jiné druhy trnovníku.

## Popis
Zástupci tribu Robinieae jsou stromy, keře nebo byliny se zpeřenými listy. Listy jsou lichozpeřené nebo sudozpeřené, s téměř nebo zcela vstřícnými lístky. Palisty jsou úzké, u některých zástupců chybějí nebo jsou přeměněné v trny. Květy jsou motýlovité, uspořádané v úžlabních hroznech. Kalich je zvonkovitý, někdy dvoupyský, zakončený 5 zuby z nichž 2 jsou víceméně srostlé. Pavéza má často na bázi přívěsky, křídla nejsou přirostlá ke člunku. Tyčinky jsou dvoubratré, 1 tyčinka je volná nebo do určité míry srostlá se zbývajícími 9. Semeník je stopkatý a obsahuje několik až mnoho vajíček. Plodem je tence kožovitý až dřevnatý lusk, pukající 2 chlopněmi.

## Výskyt
Tribus zahrnuje 11 rodů a asi 70 druhů. Největší rody jsou Coursetia (35 druhů) a Poitea (12 druhů).
Tribus je rozšířen výhradně v Americe od USA po Argentinu a na Karibských ostrovech. Největší počet druhů se vyskytuje v západních a středních oblastech Jižní Ameriky. Do USA zasahuje celkem 5 rodů, vesměs pouze jedním nebo několika druhy: trnovník (Robinia), Genistidium, Peteria, Olneya a Sphinctospermum.

## Zástupci
- gliricidie (Gliricidia)
- trnovník (Robinia)

## Význam
Trnovník akát se v Evropě pěstuje již od začátku 17. století a stal se invazní rostlinou. Řidčeji se jako okrasné dřeviny pěstují i další druhy trnovníku.
Druh Gliricidia sepium je v tropické Americe často vysazován jako stínící dřevina na plantážích. Olneya tessota je dřevina všestranného užitku, pocházející z USA a Mexika. Některé druhy rodu Lennea jsou v tropech pěstovány jako okrasné dřeviny.

## Přehled rodů
Coursetia, Genistidium, Gliricidia, Hebestigma, Lennea, Olneya, Peteria, Poissonia, Poitea, Robinia, Sphinctospermum